# 科扎里夫卡 (卡尼夫區)
49°45′41″N 31°15′21″E / 49.76139°N 31.25583°E
科扎里夫卡（烏克蘭語：Козарівка）是位於烏克蘭中部的村莊，由切爾卡瑟州切爾卡瑟區的博布里齊亞市鎮負責管轄。該村處於西尼亞夫卡河畔，面積1.71平方公里，海拔高度111米，2001年人口312。